# Matt Duke
Matthew Duke (Sheffield, 16 giugno 1977) è un ex calciatore inglese, di ruolo portiere.

## Biografia
Il 5 gennaio 2008 fu operato per un tumore ai testicoli.